# 生島ヒロシ いきいき大放送
生島ヒロシ いきいき大放送（いくしまヒロシ いきいきだいほうそう）はTBSラジオのラジオ番組。1987年10月12日から1988年12月29日まで（金曜日を含めると12月30日まで）放送。
本項は当番組と金曜日に放送した「小遊三 いきいき大放送」（こゆうざ いきいきだいほうそう）について記述。

## 放送時間
- 月曜日〜金曜日　13:00〜15:50

## 概要
1987年10月、『一慶の歌謡大放送』（月 - 木曜）の後番組として開始。『歌謡大放送』の金曜パーソナリティを務めた生島ヒロシが月曜から木曜のパーソナリティとして、当番組を担当した。金曜日は三遊亭小遊三がパーソナリティを務めた。
'88さいたま博覧会の開催中、会場内から生放送を行った。
1988年10月より、アシスタントを日替わりに変更。当番組は同年12月で終了した。

## パーソナリティ
- 生島ヒロシ（月曜 - 木曜）
- 三遊亭小遊三（金曜）

### アシスタント

#### 月曜 - 木曜
1987年10月 - 1988年9月
- 中村いづみ（1987年10月 - 1988年9月）

1988年10月 - 1988年12月
- 富沢美智恵（月曜）
- あべ静江（火曜）
- 神田陽子（水曜）
- 清水ひとみ（木曜）

#### 金曜
- 木場弘子（TBSアナウンサー(当時)）

### ニュースキャスター
- 楽衛

### ハロードライバー
- 伊藤加奈子
  - ※当番組はピンクの看護師の衣装で「看護婦 加奈子」として、ラジオカーで神出鬼没的に各所を訪問。訪問先でピンクのおしぼりを配っていた[1]。身長168cm、1980年のミス・ワールド日本代表[1]。1985年生まれの同姓同名のタレントとは別人。

## タイムテーブル
（出典：）

☆ - JRN系列 各局ネットのコーナー番組
- 13:00
  - ヒロシの午後もいきいき（月曜 - 木曜）
  - 小遊三の午後もいきいき（金曜）
  - TBSニュース、交通情報、天気予報
- 13:10
  - ヒロシのやじ馬ニュース（月曜 - 木曜）
  - 小遊三のやじ馬大賞（金曜）
- 13:25　TBSニュース、交通情報
- 13:30　トピックダイアリー 歌謡曲でこんにちわ
- 13:45　おぼん・こぼんの街ごとジャンプ 跳んでるクイズ
  - 前番組『一慶の歌謡大放送』から継続。内容は一慶の歌謡大放送の項目を参照。
- 13:55　ハロードライバー
- 14:00　TBSニュース、交通情報
  - いきいき広場（月曜 - 木曜）
    - このコーナー内コーナーに「Qさんのガマグチ談義」など[5]。

  - 小遊三の幸せ招き猫！（金曜）
- 14:25　TBSニュース、交通情報
- 14:30　おしゃべり倶楽部
- 14:50　☆男と女と男の話（1988年3月まで）→ ☆生島ヒロシのおしゃれ英会話（1988年4月から。当番組終了後は単独番組として(月曜 - 金曜 15:45 - 15:50)独立）
- 14:55　首都圏 交通情報
- 15:00　TBSニュース、交通情報、天気予報
- 15:05　ミュージックキャラバン （ゆーとぴあ、伍代参平）
- 15:25　TBSニュース、交通情報
- 15:28　ダイヤル119番
- 15:30　☆日産 言葉のおもしろ事典
- 15:40　毎日タウン情報、ハロードライバー
- 15:55　エンディング